# قرار مجلس الأمن التابع للأمم المتحدة رقم 462
قرار مجلس الأمن التابع للأمم المتحدة رقم 462، المعتمد في 9 يناير 1980، بعد النظر في بند على جدول أعمال المجلس، ونظراً لعدم وجود إجماع بين أعضائه الدائمين، قرر المجلس الدعوة إلى اجتماع طارئ للجمعية العامة للأمم المتحدة لمناقشة الغزو السوفيتي لأفغانستان.
قبل يومين من اعتماد القرار، استخدم الاتحاد السوفيتي حق النقض ضد مشروع قرار سابق. وأثناء مناقشة مشروع القرار، سلط بعض أعضاء المجلس الضوء على خطورة الحالة وأنه يبرر مناقشة الجمعية العامة.
وتم تبني القرار باغلبية 12 صوتاً مقابل صوتين ضد (المانيا الشرقية والاتحاد السوفيتي) وامتناع زامبيا عن التصويت.
وعقب القرار، عُقدت الدورة الاستثنائية الطارئة السادسة للجمعية العامة للأمم المتحدة.

## روابط خارجية
- نص القرار في undocs.org